# Gydský záliv
Gydský záliv (rusky Гыда́нская губа́, Gydanskaja guba) je záliv Karského moře Severního ledového oceánu. Rozděluje na dvě části sever Gydského poloostrova patřící do Jamalo-něneckého autonomního okruhu Ruské federace. Severovýchodní pobřeží Gydského zálivu tvoří poloostrov Mamuta, západní pobřeží poloostrov Javaj. Gydský záliv je přibližně 200 kilometrů dlouhý s hloubkou 5-8 metrů. Většinu roku je zamrzlý. Nejvýznamnějším přítokem je Juribej. Půl dne trvající příliv dosahuje výše 1 m.
Na pobřeží leží vesnice Gyda.